# Felton Messina
Felton Messina iniciou-se na prática do Karatedo no ano de 1966 enquanto estudava na Universidade de Porto Rico, supervisionado por seu primeiro mestre de caratê, Edwin Hernández.

## Biografia
Iniciou-se na prática de caratê com Edwin no estilo Okinawa Kenpo Karatedo. No ano de 1968 passa o exame para o grau de primeiro dan. Quando volta para a República Dominicana graduado como engenheiro no ano de 1969, vê que as únicas artes marciais que estão sendo praticadas são Judo e Taekwondo.
Quando um grupo de jovens ouviu de sua chegada a República Dominicana, lhe pediram  para ser seus alunos em Karate. No ano de 1969 se cria a Associação Kenpo Karatedo na República Dominicana, sendo esta muito popular e conhecida por toda a nação Dominicana. O mestre Messina, além de ter sido presidente da Associação Kenpo Karatedo, também foi presidente da Federação Dominicana de Judô. Sendo presidente da Federação Dominicana de Judô, o Felton Messina cria com assessoramento do presidente do Comitê Olímpico Dominicano o que até hoje se conhece como a Federação Dominicana de Caratê; federação que tem reconhecimento do Comitê Olímpico Dominicano. Logo de criar essa nova federação de Karate, o mestre Messina entrega a presidência da Federação Dominicana de Judo. No ano de 1975 Felton Messina muda do estilo Kenpo Karatedo ao estilo Nihon Koden Shindo Ryu Karatedo. Neste estilo de Karate seu mestre e o japonês Hiroyuki Hamada, natal da província Sendai, prefeitura de Kagoshima, Japão.
Começou a pratica do estilo Nihon Koden Shindo Ryu no ano de 1975 quando o mestre Japonês Hiroyuki Hamada foi convidado por Felton Messina para ir a República Dominicana a ensinar o estilo que ele tinha criado. O mestre Hiroyuki Hamada esteve 1 mês na República Dominicana ensinando seu estilo ao professor Felton Messina e também alguns alunos dele da Associação Kenpo karatedo. Os treinamentos duravam 5 horas e eram realizados nos sete dias da semana. Antes de voltar ao Japão, o mestre Hamada examinou Felton Messina para o grau de terceiro dan.
Depois disso, Felton Messina viajou quatro vezes até o Japão para praticar com o mestre Hiroyuki Hamada e ser promovido a graus sucessivos até chegar ao grau mais alto do estilo Nihon Koden Shindo Ryu em sua ultima viagem em 1999, que é o grau de Soshihan, que traduzido ao Português significa "mestre de mestres". Durante sua última viagem, dez de seus alunos estavam com ele e presenciaram seu exame para o grau de Soshihan.
O mestre Messina difundiu o estilo por vários países do mundo. Os países onde o mestre Messina levou o estilo são: Venezuela, Porto Rico, Estados Unidos, Cuba, Camboja e a República Dominicana. Ele foi o único dominicano que espalhou o caratê internacionalmente, criando escolas nos países que foram mencionados.

### Graus Obtidos
Atualmente Felton Messina possui o grau de Soshihan em seu estilo de caratê para todo o mundo, excepto o Japão, onde possui o grau de sétimo dan. A Federação Mundial de Caratê (WKF ou FMK, em português) lhe reconheceu o grau de sétimo dan.
Ele também possui o grau de primeiro dan em Iaidô Muso Shinden Ryu. Seu mestre em tal arte marcial foi Iwagoro Setoguchi, oitavo dan. O grau foi-lhe concedido na sua primeira viagem ao Japão, onde permaneceu por um mês, treinando com o mestre Setoguchi e o mestre Hamada, simultaneamente, em 1977.

## Contribuições ao Karate na República Dominicana
Além de ter sido um dos pioneiros em Karate na ilha de Porto Rico, é chamado o pai do caratê na República Dominicana. Ele ganhou essa menção por ser a pessoa que levou e difundiu o esporte em seu país, chegando a ter a Associação Kenpo Karatedo com mais de 6.500 alunos por toda a nação Dominicana. Ele também foi o responsável de introduzir o caratê na polícia Dominicana, treinando a os militares na forma competitiva e também para defesa pessoal. Felton Messina também foi treinador da seleção nacional, treinando seus alunos para torneios internacionais, como os Pan-americanos e competições mundiais. Alguns dos seus alunos têm ganhado primeiro, segundo e terceiro lugar nos Jogos Pan-americanos.
O mestre Messina é o primeiro dominicano a escrever um livro sobre as praticas do caratê, especificamente sobre o estilo Nihon Koden Shindo Ryu no ano de 1979.
Atualmente, o mestre Messina findou seu segundo livro sobre o Karatedo titulado "A Física do Karatedo e as Perguntas não respondidas do Karatedo". O livro atualmente só está disponível em inglês.